# Saint-Clair (Lot)
Saint-Clair ist eine französische Gemeinde mit 141 Einwohnern (Stand 1. Januar 2022) im Département Lot in der Region Okzitanien. Sie gehört zum Arrondissement Gourdon und zum gleichnamigen Kanton.
Sie grenzt im Nordwesten an Gourdon, im Nordosten an Saint-Cirq-Souillaguet, im Südosten an Saint-Chamarand und im Süden und im Südwesten an Concorès.

## Bevölkerungsentwicklung

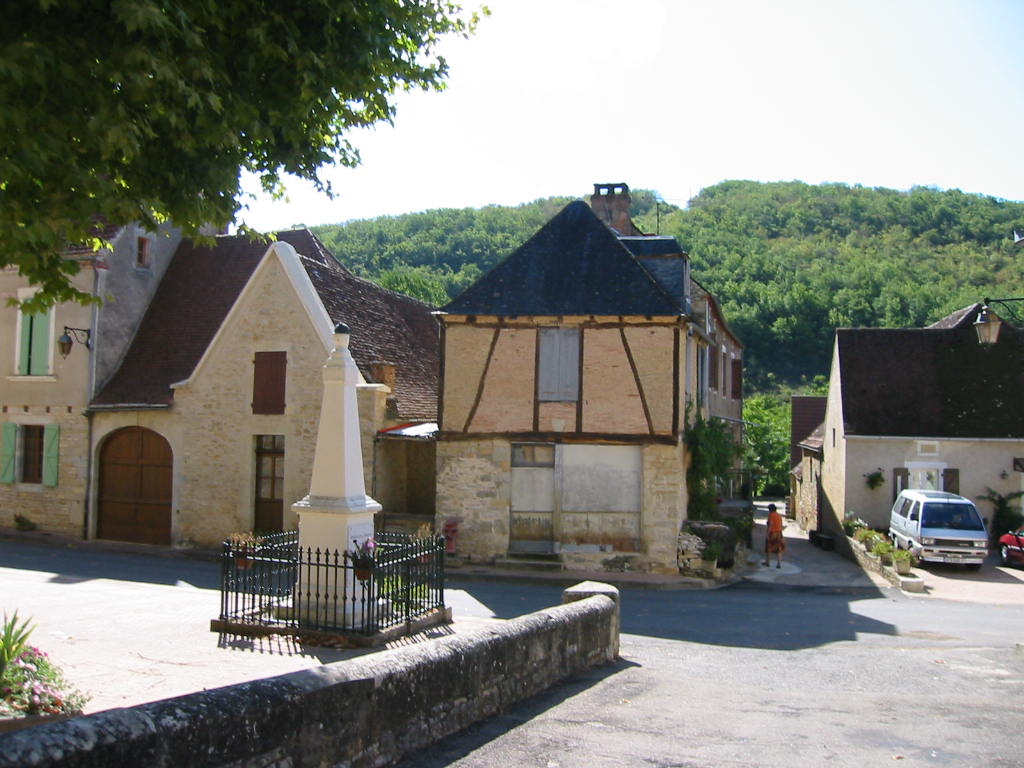
Fachwerkhaus in Saint-Clair

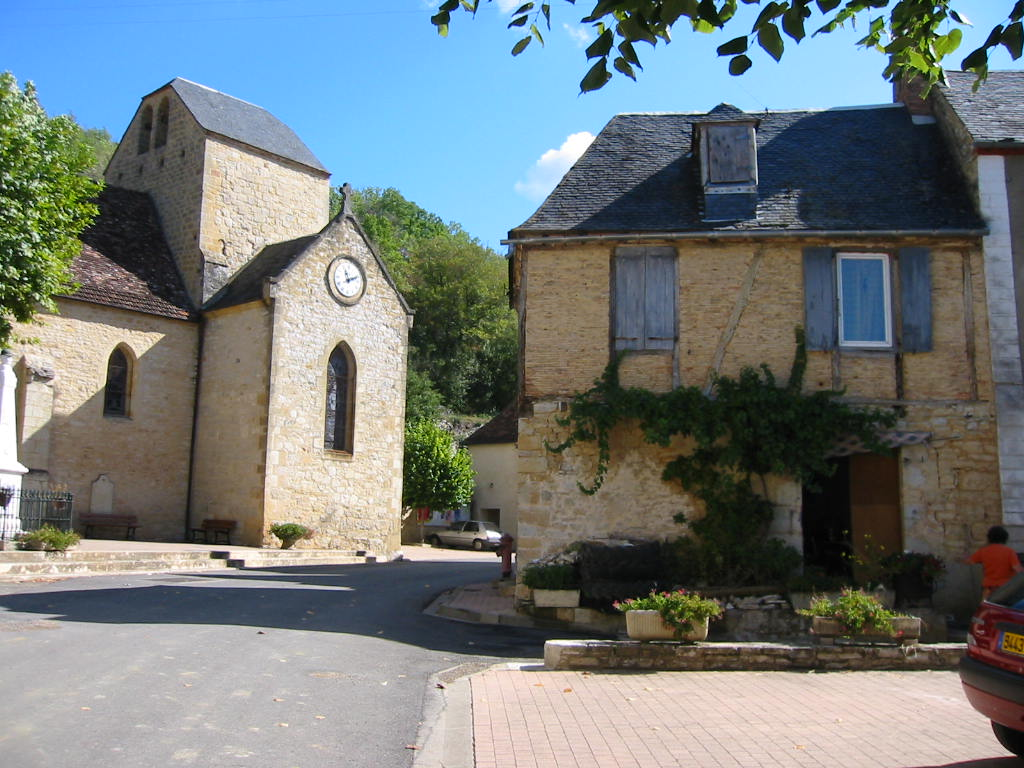
Kirche Saint-Clair

| Jahr      | 1962 | 1968 | 1975 | 1982 | 1990 | 1999 | 2008 | 2018 |
| --------- | ---- | ---- | ---- | ---- | ---- | ---- | ---- | ---- |
| Einwohner | 206  | 189  | 145  | 133  | 119  | 132  | 153  | 142  |